# Inquisitor taivaricosa
Inquisitor taivaricosa is een slakkensoort uit de familie van de Pseudomelatomidae. De wetenschappelijke naam van de soort is voor het eerst geldig gepubliceerd in 2000 door Chang & Wu.